# Fototropismo
Il fototropismo (dal greco phós, "luce", e trépestai, "muoversi") è un fenomeno relativo all'orientamento di organismi biologici, o parte di essi, rispetto a una sorgente luminosa. Può essere positivo o negativo a seconda della direzione della risposta: positivo se in direzione della sorgente luminosa, negativo se in direzione opposta. Nella maggior parte dei casi lo si adopera in riferimento agli organismi vegetali.
L'interesse funzionale del fototropismo è di permettere alle piante di accedere al migliore irraggiamento possibile per garantire la fotosintesi.
È osservabile ad esempio nella curvatura di un germoglio verso lo stimolo luminoso.
Il fenomeno è mediato dalla distribuzione laterale dell'auxina (ormone vegetale responsabile della crescita per distensione) in associazione con i trasportatori PIN-proteins (concentrati sulle superfici laterali delle cellule).
I fotorecettori responsabili della sensibilità alla luce (blu) responsabili del fototropismo sono flavoproteine: Fototropina 1 e Fototropina 2; essi sono localizzati nel coleoptile o nelle foglioline del germoglio.
L'auxina è sintetizzata nell'apice e subisce un trasporto basipeto (dall'alto verso il basso) da cellula a cellula.
Se l'illuminazione non proviene dall'alto, l'auxina anziché distribuirsi uniformemente si sposterà verso il lato non illuminato.
L'accumulo di questo ormone determinerà crescita maggiore nel lato in ombra, con conseguente piegamento verso la luce.
Quando questo comportamento si osserva in gambi e foglie si parla di fototropismo attivo, mentre per le radici, che si comportano in maniera opposta o addirittura neutrale rispetto agli stimoli luminosi, si parla di fototropismo negativo.
Il fototropismo è stato descritto per la prima volta nel 1864 da Julius Sachs che scoprì anche la risposta fototattica, esponendo le piante a luci diverse vide che rispondevano alla luce blu, successivamente anche Darwin col figlio fece alcuni esperimenti scoprendo nel 1880 che era solo la parte apicale che "vedeva" la luce . Il fototropismo è stato anche osservato nel plancton acquatico.